# جنيفر شاهد
جنيفر شاهد (بالإنجليزية: Jennifer Shahade)‏(من مواليد 31 ديسمبر 1980 في فيلادلفيا، بنسلفانيا) هي لاعبة شطرنج أمريكية وكاتبة. حصلت مرتين على لقب بطولة شطرنج النسائية في أمريكا.

## روابط خارجية
- جنيفر شاهد على موقع الاتحاد الدولي للشطرنج (الإنجليزية)
- جنيفر شاهد على موقع مباريات الشطرنج (الإنجليزية)
- جنيفر شاهد على موقع 365Chess.com (الإنجليزية)
- جنيفر شاهد على موقع Chesstempo.com (الإنجليزية)
- جنيفر شاهد على موقع الاتحاد الأمريكي للشطرنج (الإنجليزية)
- جنيفر شاهد سجل أولمبياد الشطرنج للسيدات على موقع OlimpBase.org (الإنجليزية)